# ISO 3166-2:LS
ISO 3166-2:LS — стандарт Международной организации по стандартизации, который определяет геокоды. Является подмножеством стандарта ISO 3166-2, относящимся к Лесото.
Стандарт охватывает 10 округов Лесото. Каждый геокод состоит из двух частей: кода Alpha2 по стандарту ISO 3166-1 для Лесото — LS и дополнительного кода, записанных через дефис. Дополнительный код округов образован буквами латинского алфавита. Геокоды округов Лесото являются подмножеством кодов домена верхнего уровня — LS, присвоенного Лесото в соответствии со стандартами ISO 3166-1.

## Геокоды Лесото
Геокоды 10 округов административно-территориального деления Лесото.
| Геокод | Административная единица | Статус |
| ------ | ------------------------ | ------ |
| LS-D   | Берья                    | округ  |
| LS-B   | Бута-Буте                | округ  |
| LS-C   | Лерибе                   | округ  |
| LS-E   | Мафетенг                 | округ  |
| LS-A   | Масеру                   | округ  |
| LS-F   | Мохалес-Хук              | округ  |
| LS-J   | Мокотлонг                | округ  |
| LS-H   | Цгачас-Нек               | округ  |
| LS-G   | Цгутинг                  | округ  |
| LS-K   | Таба-Цека                | округ  |

## Геокоды пограничных Лесото государств
- Южно-Африканская Республика — ISO 3166-2:ZA (на севере, востоке, юге, западе).